# لاوكالا
لاوكالا (بالإنجليزية: Laucala، تنطق: lauˈðala) هي واحدة من ثلاث جزر صغيرة التي تقع إلى الشرق من نقطة ثورستون في جزيرة تافيوني في فيجي. الجزر مملوكة للقطاع الخاص، وهي الآن موقع لمنتجع لوكالا. تبلغ المساحة الإجمالية للجزيرة الرئيسية 12 كيلومتر مربع، وتبلغ طولها 5 كيلومترات، وعرضها الأقصى 3 كيلومترات، ويضيق العرض إلى 1.5 كيلومتر في بعض أماكن الجزيرة. الجزيرتان الأخريان تقعان على بعد عدة مئات من الأمتار إلى الغرب من جزيرة ماتاجي.

## بيع الجزيرة
في عام 2003 اشترى المليونير الأسترالي ديتريش ماتيسشيتز رئيس شركة مشروب الطاقة ريد بل، الجزيرة من ورثة فوربس. تعاقد ديتريش مع شركة لين هانت لندن لتحويل الجزيرة إلى منتخ خاص للمشاهير. المنتجع يضم الآن 25 جناح منفصل، يبعد كل جناح عن الآخر بمسافة متفاوتة. تتراوح التكلفة لكل ليلة في الجزيرة بين 7 آلاف إلى 36 ألف دولار.